# Gaeltacht
Gaeltacht (/ɡeɪltəxt /; irski izgovor: [ɡeːl̪ˠt̪ˠəxt̪ˠ]; množina Gaeltachtaí) je irska beseda, ki označuje irsko govoreča območja. Gaeltacht se nanaša na vsa okrožja, za katera vlada priznava, da v njih prevladuje irski jezik ali je jezik doma.  Meje so vključevale visok odstotek angleških govorcev. ki so prišli ob britanski kolonizaciji.
Okrožja so bila prvič uradno priznana v 1920-ih letih, v zgodnjih letih Irske svobodne države po gelskem oživljanju kot delu vladne politike za obnovitev irskega jezika.
Zdaj ugotavljajo, da je jezik ogrožen. Raziskave, objavljene leta 2015, so pokazale, da je od 155 volilnih enot samo 21 občin, v katerih irščino vsak dan govorita dve tretjini ali več prebivalstva. Nekateri akademiki štejejo dve tretjini kot osnovo za preživetje jezika. 

## Zgodovina
Leta 1926 so bila irsko govoreča območja uradno določena na podlagi poročila prve komisije (Coimisión na Gaeltachta). Natančne meje niso bile določene. Status je dobilo območje, na katerem je bilo 25 % irsko govorečih, čeprav so ga dobila tudi območja, ki so bila jezikovno šibkejša od tega. Irska svobodna država je priznala, da imajo v 15 od 26 okrožij v glavnem irsko ali polirsko govoreče grofije.
V 1950-ih je druga komisija ugotovila, da so meje slabo opredeljene. Priporočala je, naj status temelji izključno na moči jezikovne uporabe na območju. Tako so bila okrožja na začetku natančno določena in izključena številna območja, na katerih se je zmanjšalo število irskih govorcev. Območja so bila priznana v sedmih od 26 državnih grofij (Donegal, Galway, Mayo, Kerry, Cork, Meath in Waterford).
Meje od takrat niso bile uradno spremenjene, razen manjših sprememb:
- leta 1974 sta bila vključena An Clochán (Cloghane) in Cé Bhréanainn (Brandon) v grofiji Kerry;
- vključen je bil del Zahodnega Muskerryja v pokrajini Cork (čeprav se je irsko govoreče prebivalstvo izrazito zmanjšalo od tistega pred letom 1950) in
- leta 1967 sta bila vključena Baile Ghib (Gibstown) in Rath Chairn (Rathcarran) v Meath.

## 21. stoletje
Po študiji izobraževalnega sveta za šole v irskem jeziku leta 2005 in šole za irsko srednjo šolo (An Chomhairle um Oideachas Gaeltachta agus Gaelscolaíochta), ki je bil ustanovljen leta 2002 v skladu z Zakonom o izobraževanju iz leta 1998, so šole v gelščini v krizi. Predvidevata, da bi brez podpore le malo šol poučevalo v irščini v naslednjih 20-ih letih. To bi ogrozilo prihodnost irsko govorečih območij. Starši so menili, da izobraževalni sistem ni podprl njihovih prizadevanj, da na svoje otroke prenesejo irski jezik kot materni. Po študiji je precej šol prešlo na poučevanje v angleščini, druge pa so kolebale. 
Leta 2002 je tretja komisija v svojem poročilu navedla, da je le vprašanje časa, kdaj bodo  izginile irske jezikovne skupnosti, na nekaterih območjih se je to že zgodilo. Tudi na najmočnejših območjih se kaže prevladujoč položaj angleščine. Politika države in prostovoljnih skupin ni imela nobenega učinka.
V poročilu je bila priporočena nova strategija za krepitev jezika, ki bi imela zaupanje skupnosti. Komisija je predlagala, naj se preuredijo uradne meje irsko govorečih območij. Prav tako je priporočila celovito jezikovno študijo, ki bi ocenila moč irskega jezika na preostalih območjih.
Študijo je izvedla Acadamh na hOllscolaíochta Gaeilge (del Irske državne univerze, Galway). 1. novembra 2007 je bila objavljena Celovita jezikovna študija uporabe irskega jezika na irsko govorečih območjih (Staidéar Cuimsitheach Teangeolaíoch ar Úsáid na Gaeilge sa Ghaeltacht). 
Glede mej so bila predlagana tri jezikovna območja:
- A − 67 % + dnevno irsko govoreči − prevladuje irščina kot jezik skupnosti,
- B − 44−66 % dnevno irsko govorečih − prevladuje angleščina z veliko irsko govorečo manjšino,
- C − 43 %  − dnevno irsko govoreči − prevladuje angleščina, a je manjšina, ki govori irščino, veliko višja od državnega povprečja.

V poročilu je bilo predlagano, naj bodo okrožja skupine A prednostna naloga države pri zagotavljanju storitev z irskimi in razvojnimi shemami. Prav tako je bilo predlagano, da bi morala območja skupine C, ki so kazala nadaljnje zmanjšanje uporabe irskega jezika, izgubiti status irsko govorečega območja.
Podatki popisa 2006 kažejo, da je od 95.000 ljudi, ki živijo na uradnem irsko govorečem območju, približno 17.000 pripadalo območjem A, 10.000 B in 17.000 C, pri čemer jih je bilo na irsko govorečem območju približno 50.000, ki niso izpolnjevali minimalnih meril.  V odgovor na to stanje je vlada predstavila Gailtacht Bill 2012. Njegov namen je bil zagotoviti novo opredelitev meja, temelječih na jezikovnih merilih, vendar je bila kritizirana, ker je ravnala nasprotno od tega.
Kritiki so opozorili na 7. oddelek zakona, v katerem je navedeno, naj bi vsa dosedanja območja  ohranila svoj trenutni položaj ne glede na to, ali se uporablja irščina. Ta status se lahko prekliče samo, če območje ni pripravilo jezikovnega načrta (brez potrebnega razmerja do utemeljenega števila govorcev). Zakon je bil kritiziran tudi zaradi tega, ker je bila vsa odgovornost za irščino prenesena na irske prostovoljne organizacije, ne da bi se povečala vladna   sredstva.
V letnem poročilu za leto 2012, ki ga je izdal komisar za jezik za Irsko, je bilo poudarjeno, da država ne more zagotoviti uporabe irskega jezika irskim govorcem na irsko govorečih območjih in drugod. Navedeno je bilo tudi, da je stanje irščine na teh območjih zdaj najbolj nelagodno in da država ne more pričakovati, da bi irski jezik preživel kot jezik skupnosti, če še naprej spodbuja uporabo angleščine  na teh območjih.[8]

V poročilu (Nuashonrú ar Staidéar Cuimsitheach Teangeolaíoch ar Úsáid na Gaeilge sa Ghaeltacht 2006-2011), objavljenem 2015, je rečeno, da bodo po sedanjih kazalnikih irski jezik v desetih letih prenehali uporabljati kot skupnostni jezik na irsko govorečih območjih. 

## Uprava
Ministrstvo za zadeve skupnosti, podeželje in irsko govoreča območja je odgovorno za splošno politiko irske vlade glede teh območij in nadzoruje delo organa Údarás na Gaeltachta in drugih organov. RTÉ Raidió na Gaeltachta je radijska postaja Raidió Teilifís Éireann (RTÉ), namenjena tem območjem in irskim govorcem. TG4 je televizijska postaja, ki je osredotočena na uveljavljanje irskega jezika in ima sedež v grofiji Galway Gaeltacht.
Marca 2005 je minister za zadeve skupnosti, podeželja in zveze irsko govorečih območij Eamon Ó Cuív napovedal, da bo irska vlada začela navajati imena mest na teh območjih v irščini kot uradna imena in odstranila imena v angleškem jeziku. To je bilo storjeno v skladu z odredbo, izdano v skladu z Zakonom o uradnih jezikih. 

## Irsko govoreča območja v Republiki Irski

### Demografija
Po popisu leta 2006 v Republiki Irski je bilo 91.862 prebivalcev na irsko govorečih območjih , približno 2,1 % od 4.239.848 prebivalcev države, največ irskih govorcev je v zahodnih grofijah Donegal, Mayo, Galway in Kerry. Manj jih je v grofijah Cork in Waterford na jugu in Meath na vzhodu. Zadnji popis leta 2016 kaže, da je na irsko govorečih območjih 96.090 prebivalcev, kar je za 4,5 % več kot leta 2006.
Z irsko govorečih okrožij so se v preteklosti množično izseljevali . Bili so na robu otoka, imeli vedno manj železnic in cest ter slabša zemljišča za kmetovanje. Drugi vplivi so bili prihodi neirsko govorečih družin, obrobna vloga irskega jezika v izobraževalnem sistemu in splošni pritisk angleško govoreče skupnosti. Ni dokazov, da so obdobja sorazmerne blaginje bistveno izboljšale položaj jezika.

## Severna Irska
Leta 2001 je britanska vlada ratificirala Evropsko listino o regionalnih ali manjšinskih jezikih. Irščina (na Severnem Irskem) je bila določena v III. delu listine, tako da je stanje  primerljivo z  valižanskim jezikom in škotsko gelščino. To je vključevalo obveznosti, povezane z izobraževanjem, prevajanjem predpisov, sodelovanjem z javnimi oblastmi, uporabo vpisnih imen, dostopom do medijev, podporo kulturnim dejavnostim in drugimi zadevami. Skladnost z obveznostmi države redno ocenjuje odbor strokovnjakov Sveta Evrope. 

## Irski kolidži
Irski kolidži imajo tritedenske poletne tečaje v irskem jeziku, ki študentom omogočajo, da se v celoti vključijo v jezik. Obiskujejo pouk in sodelujejo pri številnih različnih dejavnostih igre, glasbe, umetnosti in športa. Je več različnih irskih šol za študente, ki se odločijo o izboru. Mnoge šole, ki zagotavljajo številne dejavnosti in dogodke za mlade v irskem jeziku, so znane ali se usmerijo v posamezno področje. Na primer Coláiste Lurgan je splošno znan po uveljavljanju irskega jezika s pomočjo glasbe, Coláiste Aodáin je usmerjen v vodni šport in ekipne igre, druge šole v atletiko itd.
Ministrstvo za šolstvo tako kot pri običajnih šolah postavlja zahteve za oddelke in usposobljenost, ki jo zahtevajo učitelji. Nekateri tečaji so na kolidžih, drugi zagotavljajo bivanje z družinami gostiteljicami na irsko govorečih območjih, kot so Ros Muc v Galwayu in Ráth Cairn v Meathu, Teileann in Rann na Feirste v grofiji Donegal, ki prejemajo navodila od bean an tí ali irsko govorečega domačina. Znane irske šole so: Lurgan, Spleodar, Colaiste Sheosaimh in Uisce.